# Leyenda mayor

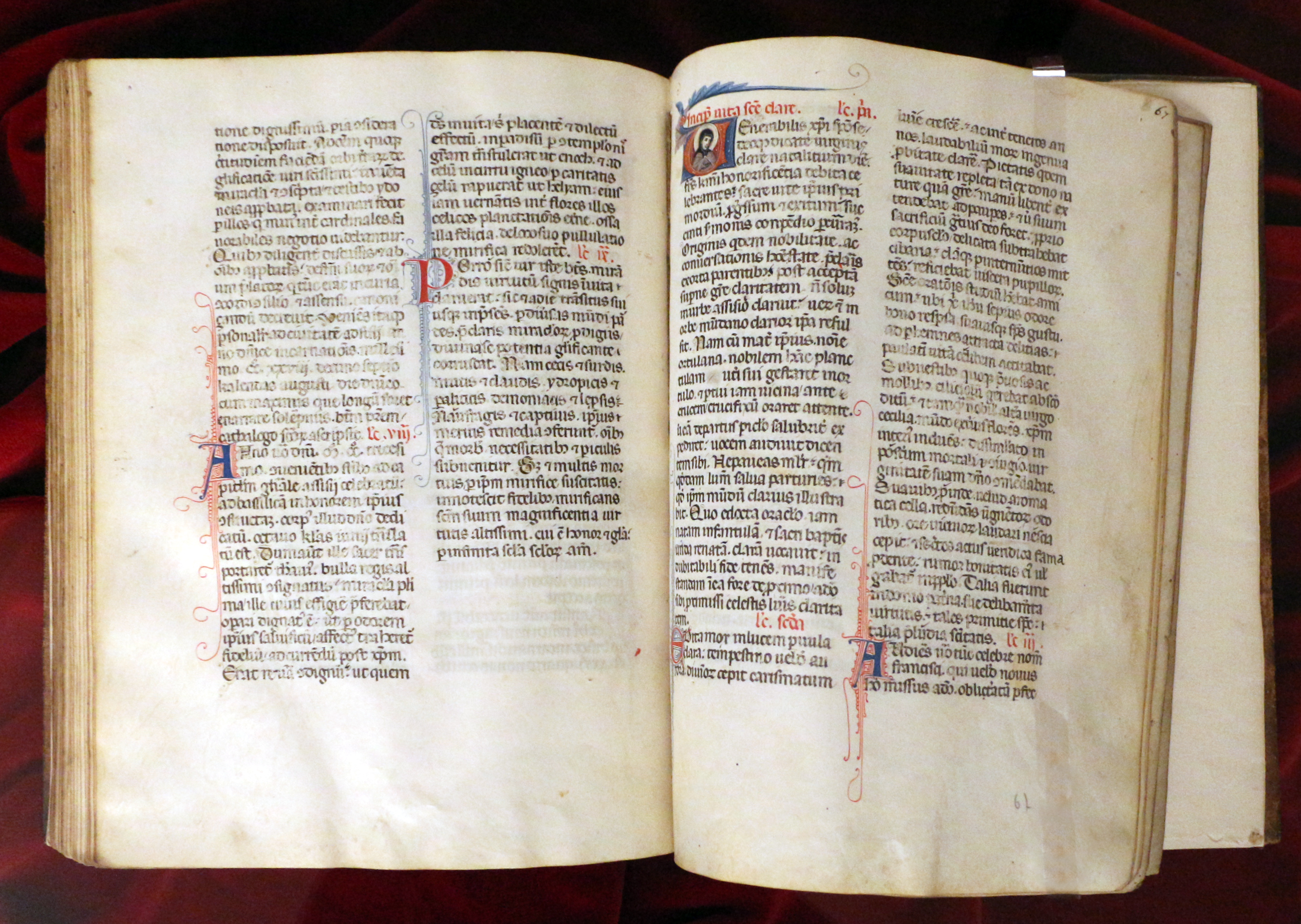
Un ejemplar de la Leyenda mayor en la Biblioteca Laurenciana en Florencia.

La Leyenda mayor, cuyo nombre original en latín es Legenda Maior, es una biografía de Francisco de Asís, compuesta por el religioso franciscano italiano Buenaventura de Bagnoregio, a petición del gobierno de la Orden de los Hermanos Menores, aprobada en el Capítulo general de Pisa, en 1263.
A la muerte de Francisco, fundador de la Orden de los Hermanos Menores, surgieron varias biografías que narraban aspectos particulares de su vida y obra, tales como las elaboradas por Tomás de Celano. Algunas de estas obras eran consideradas verdaderas defensas de postulados doctrinales apocalípticos y vistos con desconfianza por la jerarquía la Iglesia católica, tales como la Introductorius in Evangelium Aeternum del franciscano Gerardo de Borgo San Doninno. Las diferentes obras resultaban muchas veces contradictorias, razón por la cual la Orden de los Hermanos Menores decidió encargar a Buenaventura de Bagnoregio, Ministro general, una biografía oficial del fundador.
Tiempo después Buenaventura escribió una síntesis de su obra, por lo cual la obra principal pasó a llamarse Leyenda mayor para distinguirla de la dicha síntesis que tomó el nombre de Leyenda menor. La obra principal se compone de un prólogo, quince capítulos que narran la vida de san Francisco y diez secciones que recogen los milagros obrados post mortem. Como base de su obra, Buenaventura tomó las narraciones hechas en las obras de Tomás de Celano y otros testimonios precedentes. Desde el punto de vista literario está escrita en un latín elegante y un estilo casi poético.
De la lectura de la Leyenda mayor se inspiraron los 28 frescos de Giotto que representan escenas de la vida de san Francisco en la basílica a él dedicada en Asís.